# Milan Associazione Calcio 1995-1996
Questa voce raccoglie le informazioni riguardanti il Milan Associazione Calcio nelle competizioni ufficiali della stagione 1995-1996.

## Stagione

Il presidente rossonero Berlusconi posa a Milanello tra i neoacquisti della stagione: Futre, Roberto Baggio, Weah e Locatelli.

Dopo otto anni in maglia rossonera Marco van Basten decide di ritirarsi, reduce da due stagioni di inattività a causa dei problemi legati alla caviglia destra. Tra gli acquisti figurano invece Roberto Baggio, Pallone d'oro 1993 proveniente dalla Juventus, e George Weah, centravanti liberiano acquistato dal Paris Saint-Germain e premiato nel 1995 con il Pallone d'oro, con il FIFA World Player e come Calciatore africano dell'anno 1995 In rossonero giunge poi il diciannovenne Vieira, relegato principalmente a riserva per la giovane età.
Da quest'anno ricompare sulle maglie, cucito sul petto, sotto la stella, lo stemma della società: un ovale che riporta i colori sociali a sinistra e la bandiera del Comune di Milano sulla destra, con l'acronimo ACM sopra e l'anno della fondazione (1899) sotto. Viene inoltre introdotta definitivamente (dopo l'estemporaneo esperimento milanista nei tornei 1979-80 e 1980-81) la numerazione fissa dei giocatori, sulla schiena, sopra al numero.

Weah (n. 9) e Baggio (al centro) festeggiano la vittoria sul campo del (2-1) all'esordio in campionato, il 27 agosto 1995; da notare la novità della numerazione fissa introdotta in Serie A in questa stagione.

In campionato il Milan inizia con 4 vittorie nelle prime 4 partite, tra cui la vittoria casalinga alla sesta giornata contro la Juventus campione in carica, e si porta subito in testa alla classifica, in solitaria dalla quarta giornata. I rossoneri manterranno la vetta solitaria della graduatoria per altri 3 turni e, dopo esseri stati appaiati in prima posizione con il Parma per 3 giornate, tornano a comandare la classifica in solitaria dall'undicesima giornata in poi. In seguito sventa un tentativo di avvicinamento da parte della Fiorentina pareggiando 2-2 l'incontro coi viola a Firenze. Il 28 aprile 1996 il Milan vince matematicamente il proprio 15º scudetto con due giornate di anticipo, grazie alla vittoria casalinga per 3-1 (reti di Savicevic, Baggio e Simone) contro la Fiorentina. I Diavoli concludono la stagione con il 7-1 alla Cremonese e con la miglior difesa del torneo, staccando di 8 lunghezze la Juventus. È il quarto scudetto in un lustro sotto la guida di Fabio Capello, il primo da quando sono stati introdotti i 3 punti per vittoria. Weah è autore di 11 reti.
In Coppa Italia i rossoneri raggiungono i quarti di finale dove vengono eliminati dal Bologna (squadra di Serie B) ai rigori dopo il doppio 1-1; decisivo per il Milan l'errore di Francesco Coco, che si fa parare il tiro dal dischetto dall'ex rossonero Francesco Antonioli. In Coppa UEFA il Milan elimina lo Zagłębie Lubin e lo Strasburgo con 4 vittorie in altrettante partite e lo Sparta Praga (vittoria in casa e pareggio a reti inviolate a Praga). Nei quarti di finale viene eliminato dal Bordeaux di Zinédine Zidane e del futuro acquisto Christophe Dugarry, che dopo la sconfitta a Milano per 2-0 ribalta il risultato grazie al 3-0 ottenuto in Francia.
A fine stagione lasciano la squadra Roberto Donadoni, che si trasferisce a parametro zero ai New York MetroStars appena dopo la matematica vittoria dello scudetto, e il tecnico Fabio Capello, ingaggiato dal Real Madrid mettendo fine a una lunga serie di successi, fra i quali quattro titoli nazionali e una Champions League.
Nel 1996 nasce inoltre il sito web ufficiale del club rossonero: Acmilan.com.

## Divise e sponsor

Desailly, Eranio, Baresi e Savićević con le divise milaniste della stagione.

Lo sponsor tecnico per la stagione 1995-1996 è Lotto, mentre lo sponsor ufficiale è Opel. La prima divisa è composta da una tradizionale maglia a strisce verticali rossonere, abbinata a pantaloncini e calzettoni bianchi. La divisa di riserva è un completo all white, contraddistinto da una maglia bianca con palo centrale rossonero sdoppiato. Sono inoltre previste una terza divisa, un completo giallo con bordini rossoneri, e una quarta (quest'ultima usata solo nel precampionato estivo), azzurra con dettagli rossoneri.
| Casa | Trasferta | Terza divisa | Quarta divisa | Portiere |

## Organigramma societario
Area direttiva
- Presidente: Silvio Berlusconi
- Amministratore delegato: Adriano Galliani
- Direttore sportivo: Ariedo Braida

Area organizzativa
- Direttore organizzativo: Umberto Gandini
- Team manager: Silvano Ramaccioni
- Segretaria: Rina Barbara Ercoli

Area comunicazione
- Capo ufficio stampa: Paolo Tarozzi

Area tecnica
- Allenatore: Fabio Capello
- Allenatore in seconda: Italo Galbiati
- Preparatori dei portieri: Roberto Negrisolo
- Preparatore atletico: Vincenzo Pincolini

Area sanitaria
- Responsabile servizi sanitari: Rodolfo Tavana
- Medico sociale: Giovanni Battista Monti
- Massaggiatori: Giancarlo Bertassi, Franco Pagani

## Rosa
| N. |                       | Ruolo | Calciatore               |
| -- | --------------------- | ----- | ------------------------ |
| 1  | Italia (bandiera)     | P     | Sebastiano Rossi         |
| 2  | Italia (bandiera)     | D     | Christian Panucci        |
| 3  | Italia (bandiera)     | D     | Paolo Maldini            |
| 4  | Italia (bandiera)     | C     | Demetrio Albertini       |
| 5  | Italia (bandiera)     | D     | Filippo Galli            |
| 6  | Italia (bandiera)     | D     | Franco Baresi (capitano) |
| 7  | Italia (bandiera)     | A     | Paolo Di Canio           |
| 8  | Francia (bandiera)    | D     | Marcel Desailly          |
| 9  | Liberia (bandiera)    | A     | George Weah              |
| 10 | Jugoslavia (bandiera) | C     | Dejan Savićević          |
| 11 | Italia (bandiera)     | C     | Roberto Donadoni         |
| 12 | Italia (bandiera)     | P     | Mario Ielpo              |
| 13 | Italia (bandiera)     | D     | Roberto Lorenzini        |
| 14 | Italia (bandiera)     | A     | Gianluigi Lentini        |
| 15 | Italia (bandiera)     | C     | Massimo Ambrosini        |
| 16 | Italia (bandiera)     | C     | Tomas Locatelli          |

| N. |                        | Ruolo | Calciatore                     |
| -- | ---------------------- | ----- | ------------------------------ |
| 17 | Italia (bandiera)      | P     | Gabriele Aldegani              |
| 18 | Italia (bandiera)      | A     | Roberto Baggio                 |
| 19 | Italia (bandiera)      | D     | Stefano Nava                   |
| 20 | Croazia (bandiera)     | C     | Zvonimir Boban                 |
| 21 | Italia (bandiera)      | D     | Mauro Tassotti (vice capitano) |
| 22 | Italia (bandiera)      | P     | Carlo Cudicini                 |
| 23 | Italia (bandiera)      | A     | Marco Simone                   |
| 24 | Italia (bandiera)      | C     | Stefano Eranio                 |
| 25 | Paesi Bassi (bandiera) | A     | Marco van Basten               |
| 26 | Italia (bandiera)      | C     | Gianluca Sordo                 |
| 27 | Italia (bandiera)      | D     | Francesco Coco                 |
| 28 | Portogallo (bandiera)  | A     | Paulo Futre                    |
| 29 | Italia (bandiera)      | D     | Alessandro Costacurta          |
| 30 | Italia (bandiera)      | D     | Claudio Mastrapasqua           |
| 31 | Francia (bandiera)     | C     | Patrick Vieira                 |

## Calciomercato

### Sessione estiva
| Acquisti | Acquisti          | Acquisti            | Acquisti      |
| R.       | Nome              | da                  | Modalità      |
| -------- | ----------------- | ------------------- | ------------- |
| D        | Enzo Gambaro      | Reggiana            | prestito      |
| D        | Roberto Lorenzini | Torino              | fine prestito |
| C        | Massimo Ambrosini | Cesena              | definitivo    |
| C        | Angelo Carbone    | Fiorentina          | fine prestito |
| C        | Francesco Cozza   | Vicenza             | fine prestito |
| C        | Tomas Locatelli   | Atalanta            | definitivo    |
| C        | Patrick Vieira    | Cannes              | definitivo    |
| A        | Roberto Baggio    | Juventus            | definitivo    |
| A        | Paulo Futre       | Reggiana            | definitivo    |
| A        | George Weah       | Paris Saint-Germain | definitivo    |

| Cessioni | Cessioni               | Cessioni        | Cessioni       |
| R.       | Nome                   | a               | Modalità       |
| -------- | ---------------------- | --------------- | -------------- |
| P        | Carlo Cudicini         | Prato           | definitivo     |
| D        | Enzo Gambaro           |                 | fine contratto |
| D        | Roberto Lorenzini      | Piacenza        | prestito       |
| C        | Angelo Carbone         | Piacenza        | definitivo     |
| C        | Francesco Cozza        | Lucchese        | prestito       |
| C        | Massimo Orlando        | Fiorentina      | definitivo     |
| C        | Giovanni Stroppa       | Udinese         | definitivo     |
| A        | Francesco De Francesco | Prato           | prestito       |
| A        | Daniele Massaro        | Shimizu S-Pulse | definitivo     |
| A        | Alessandro Melli       | Sampdoria       | fine prestito  |
| A        | Marco van Basten       |                 | fine carriera  |

### Sessione autunnale
| Acquisti | Acquisti | Acquisti | Acquisti |
| R.       | Nome     | da       | Modalità |
| -------- | -------- | -------- | -------- |

| Cessioni | Cessioni     | Cessioni | Cessioni |
| R.       | Nome         | a        | Modalità |
| -------- | ------------ | -------- | -------- |
| D        | Stefano Nava | Padova   | prestito |

### Trasferimenti successivi alla sessione autunnale
| Acquisti | Acquisti | Acquisti | Acquisti |
| R.       | Nome     | da       | Modalità |
| -------- | -------- | -------- | -------- |

| Cessioni | Cessioni         | Cessioni             | Cessioni         |
| R.       | Nome             | a                    | Modalità         |
| -------- | ---------------- | -------------------- | ---------------- |
| C        | Roberto Donadoni | N.Y./N.J. MetroStars | definitivo (0 ₤) |

## Risultati

### Serie A

#### Girone di andata
| Arbitro: | Ceccarini (Livorno) |

|                |           |                    |
| N. Amoruso 34’ | Marcatori | 7’ Weah 44’ Baresi |

| Arbitro: | Bazzoli (Merano) |

|                                 |           |           |
| Sergio 10’ (aut.) R. Baggio 85’ | Marcatori | 59’ Poggi |

| Arbitro: | Collina (Viareggio) |

|           |           |               |
| Balbo 15’ | Marcatori | 45’, 76’ Weah |

| Arbitro: | Bettin (Padova) |

|                                         |           |  |
| Desailly 25’ R. Baggio 88’ Di Canio 90’ | Marcatori |  |

| Arbitro: | Stafoggia (Pesaro) |

|              |           |  |
| Gautieri 46’ | Marcatori |  |

| Arbitro: | Boggi (Salerno) |

|                    |           |               |
| Simone 7’ Weah 14’ | Marcatori | 81’ Del Piero |

| Arbitro: | Cesari (Genova) |

|             |           |            |
| Murgita 49’ | Marcatori | 43’ Eranio |

| Arbitro: | Braschi (Prato) |

|                |           |               |
| M. Paganin 19’ | Marcatori | 46’ Savićević |

| Arbitro: | Farina (Novi Ligure) |

|                                     |           |                          |
| Di Canio 10’ Lentini 16’ Simone 48’ | Marcatori | 34’, 67’ (rig.) Oliveira |

| Parma 19 novembre 1995 10ª giornata | Parma           | 0 – 0 referto | Milan | Stadio Ennio Tardini (28 465 spett.)\| Arbitro: \| Boggi (Salerno) \| |
| Arbitro:                            | Boggi (Salerno) |               |       |                                                                       |

| Arbitro: | Pairetto (Nichelino) |

|                                      |           |  |
| Savićević 7’ Panucci 25’ Maldini 77’ | Marcatori |  |

| Arbitro: | Treossi (Forlì) |

|  |           |          |
|  | Marcatori | 87’ Weah |

| Milano 10 dicembre 1995 13ª giornata | Milan                                  | 0 – 0 referto | Napoli | Stadio Giuseppe Meazza (52 838 spett.)\| Arbitro: \| Pellegrino (Barcellona Pozzo di Gotto) \| |
| Arbitro:                             | Pellegrino (Barcellona Pozzo di Gotto) |               |        |                                                                                                |

| Arbitro: | Tombolini (Ancona) |

|           |           |                      |
| Boban 12’ | Marcatori | 6’ (rig.) Rizzitelli |

| Arbitro: | Pairetto (Nichelino) |

|                         |           |                               |
| Robbiati 13’ Baiano 74’ | Marcatori | 12’ Weah 54’ (rig.) R. Baggio |

| Arbitro: | Rodomonti (Teramo) |

|                                         |           |  |
| Panucci 10’ Savićević 37’ R. Baggio 56’ | Marcatori |  |

| Cremona 14 gennaio 1996 17ª giornata | Cremonese         | 0 – 0 referto | Milan | Stadio Giovanni Zini (13 932 spett.)\| Arbitro: \| Beschin (Legnano) \| |
| Arbitro:                             | Beschin (Legnano) |               |       |                                                                         |

#### Girone di ritorno
| Arbitro: | Quartuccio (Torre Annunziata) |

|                      |           |  |
| R. Baggio 56’ (rig.) | Marcatori |  |

| Arbitro: | Trentalange (Torino) |

|  |           |                       |
|  | Marcatori | 44’ Maldini 60’ Boban |

| Arbitro: | Bazzoli (Merano) |

|                                       |           |            |
| Weah 7’ Aldair 55’ (aut.) Panucci 86’ | Marcatori | 8’ Moriero |

| Arbitro: | Farina (Novi Ligure) |

|  |           |         |
|  | Marcatori | 2’ Weah |

| Arbitro: | Bettin (Padova) |

|                                |           |                     |
| Simone 7’, 28’ (rig.) Weah 88’ | Marcatori | 21’ Pedone 49’ Sala |

| Arbitro: | Boggi (Salerno) |

|          |           |          |
| Conte 3’ | Marcatori | 30’ Weah |

| Arbitro: | Stafoggia (Pesaro) |

|                                                   |           |  |
| Savićević 47’ Simone 51’, 59’ (rig.) Di Canio 88’ | Marcatori |  |

| Arbitro: | Trentalange (Torino) |

|  |           |           |
|  | Marcatori | 5’ Branca |

| Arbitro: | Treossi (Forlì) |

|           |           |                                       |
| Villa 32’ | Marcatori | 30’ (aut.) Napoli 78’ (aut.) Oliveira |

| Arbitro: | Collina (Viareggio) |

|                                          |           |  |
| R. Baggio 43’ Donadoni 48’ Savićević 72’ | Marcatori |  |

| Arbitro: | Braschi (Prato) |

|  |           |                         |
|  | Marcatori | 51’ Desailly 66’ Simone |

| Milano 6 aprile 1996 29ª giornata | Milan              | 0 – 0 referto | Lazio | Stadio Giuseppe Meazza (60 528 spett.)\| Arbitro: \| Rodomonti (Teramo) \| |
| Arbitro:                          | Rodomonti (Teramo) |               |       |                                                                            |

| Arbitro: | Ceccarini (Livorno) |

|  |           |             |
|  | Marcatori | 13’ Panucci |

| Arbitro: | Borriello (Mantova) |

|                        |           |             |
| Cristallini 79’ (rig.) | Marcatori | 62’ Maldini |

| Arbitro: | Cinciripini (Ascoli Piceno) |

|                                               |           |               |
| Savićević 14’ R. Baggio 45’ (rig.) Simone 76’ | Marcatori | 13’ Rui Costa |

| Arbitro: | Bazzoli (Merano) |

|                               |           |  |
| Chiesa 1’, 35’ R. Mancini 38’ | Marcatori |  |

| Arbitro: | Lana (Torino) |

|                                                                                    |           |                 |
| De Agostini 7’ (aut.), 61’ (aut.) Weah 59’ Panucci 65’ Di Canio 83’, 85’ Boban 84’ | Marcatori | 22’ Florijančič |

### Coppa Italia
| Arbitro: | Stafoggia (Pesaro) |

|               |           |                                               |
| Giampaolo 90’ | Marcatori | 37’ Lentini 42’ Savićević 51’ Weah 69’ Simone |

| Arbitro: | Pellegrino (Barcellona Pozzo di Gotto) |

|  |           |                         |
|  | Marcatori | 38’ Di Canio 54’ Eranio |

| Arbitro: | Ceccarini (Livorno) |

|             |           |          |
| Morello 52’ | Marcatori | 23’ Coco |

| Arbitro: | Bazzoli (Merano) |

|                                                           |                      |                                                                       |
| Savićević 90’ (rig.)                                      | Marcatori            | 77’ (aut.) Baresi                                                     |
| Eranio Albertini Maldini Boban Di Canio Weah Lentini Coco | Tiri di rigore 6 – 7 | Bosi Scapolo Paramatti Pergolizzi Bresciani Valtolina Morello Torrisi |

### Coppa UEFA
| Arbitro: | Fällström |

|                                                    |           |  |
| Savicevic 11’ Machaj 47’ (aut.) Weah 67’ Boban 71’ | Marcatori |  |

| Arbitro: | Sarvan |

|                  |           |                                      |
| Krzyżanowski 73’ | Marcatori | 53’ Eranio 63’ Simone 86’, 90’ Boban |

| Arbitro: | McCluskey |

|  |           |            |
|  | Marcatori | 79’ Simone |

| Arbitro: | Nikakis |

|                        |           |            |
| Baggio 28’, 44’ (rig.) | Marcatori | 45’ Sauzée |

| Arbitro: | van den Wijngaert |

|               |           |  |
| Weah 33’, 76’ | Marcatori |  |

| Praga 7 dicembre 1995 Ottavi di finale – Ritorno | Sparta Praga | 0 – 0 referto | Milan | Stadion Letná (17 200 spett.)\| Arbitro: \| López \| |
| Arbitro:                                         | López        |               |       |                                                      |

| Arbitro: | Žuk |

|                       |           |  |
| Eranio 29’ Baggio 74’ | Marcatori |  |

| Arbitro: | Çakar |

|                             |           |  |
| Tholot 14’ Dugarry 64’, 70’ | Marcatori |  |

## Statistiche

### Statistiche di squadra
| Competizione | Punti | In casa | In casa | In casa | In casa | In casa | In casa | In trasferta | In trasferta | In trasferta | In trasferta | In trasferta | In trasferta | Totale | Totale | Totale | Totale | Totale | Totale | DR  |
| Competizione | Punti | G       | V       | N       | P       | Gf      | Gs      | G            | V            | N            | P            | Gf           | Gs           | G      | V      | N      | P      | Gf     | Gs     | DR  |
| ------------ | ----- | ------- | ------- | ------- | ------- | ------- | ------- | ------------ | ------------ | ------------ | ------------ | ------------ | ------------ | ------ | ------ | ------ | ------ | ------ | ------ | --- |
| Serie A      | 73    | 17      | 13      | 3       | 1       | 41      | 11      | 17           | 8            | 7            | 2            | 19           | 13           | 34     | 21     | 10     | 3      | 60     | 24     | +36 |
| Coppa Italia | -     | 1       | 0       | 1       | 0       | 1       | 1       | 3            | 2            | 1            | 0            | 7            | 2            | 4      | 2      | 2      | 0      | 8      | 3      | +5  |
| Coppa UEFA   | -     | 4       | 4       | 0       | 0       | 10      | 1       | 4            | 2            | 1            | 1            | 5            | 4            | 8      | 6      | 1      | 1      | 15     | 5      | +10 |
| Totale       | 73    | 22      | 17      | 4       | 1       | 52      | 13      | 24           | 12           | 9            | 3            | 31           | 19           | 46     | 29     | 13     | 4      | 83     | 32     | +51 |

### Statistiche dei giocatori
Sono in corsivo i calciatori che hanno lasciato la società durante la stagione.
| Giocatore     | Serie A  | Serie A | Serie A     | Serie A    | Coppa Italia | Coppa Italia | Coppa Italia | Coppa Italia | Coppa UEFA | Coppa UEFA | Coppa UEFA  | Coppa UEFA | Totale   | Totale | Totale      | Totale     |
| Giocatore     | Presenze | Reti    | Ammonizioni | Espulsioni | Presenze     | Reti         | Ammonizioni  | Espulsioni   | Presenze   | Reti       | Ammonizioni | Espulsioni | Presenze | Reti   | Ammonizioni | Espulsioni |
| ------------- | -------- | ------- | ----------- | ---------- | ------------ | ------------ | ------------ | ------------ | ---------- | ---------- | ----------- | ---------- | -------- | ------ | ----------- | ---------- |
| D. Albertini  | 30       | 0       | 4           | 1          | 3            | 0            | 1            | 0            | 5          | 0          | 0           | 0          | 38       | 0      | 5           | 1          |
| G. Aldegani   | 0        | -0      | 0           | 0          | 0            | -0           | 0            | 0            | 0          | -0         | 0           | 0          | 0        | -0     | 0           | 0          |
| M. Ambrosini  | 7        | 0       | 2           | 0          | 4            | 0            | 0            | 0            | 3          | 0          | 1           | 0          | 14       | 0      | 3           | 0          |
| R. Baggio     | 28       | 7       | 0           | 0          | 1            | 0            | 0            | 0            | 5          | 3          | 0           | 0          | 34       | 10     | 0           | 0          |
| F. Baresi     | 30       | 1       | 7           | 0          | 3            | 0            | 0            | 1            | 7          | 0          | 0           | 0          | 40       | 1      | 7           | 1          |
| Z. Boban      | 13       | 3       | 1           | 0          | 2            | 0            | 1            | 0            | 5          | 3          | 0           | 0          | 20       | 6      | 2           | 0          |
| F. Coco       | 5        | 0       | 0           | 0          | 4            | 1            | 0            | 0            | 1          | 0          | 0           | 0          | 10       | 1      | 0           | 0          |
| A. Costacurta | 30       | 0       | 8           | 0          | 3            | 0            | 0            | 0            | 7          | 0          | 2           | 0          | 40       | 0      | 10          | 0          |
| M. Desailly   | 32       | 2       | 5           | 0          | 1            | 0            | 1            | 0            | 7          | 0          | 0           | 0          | 40       | 2      | 6           | 0          |
| P. Di Canio   | 22       | 5       | 1           | 0          | 4            | 1            | 0            | 0            | 8          | 0          | 1           | 0          | 34       | 6      | 2           | 0          |
| R. Donadoni   | 23       | 1       | 0           | 0          | 0            | 0            | 0            | 0            | 6          | 0          | 1           | 0          | 29       | 1      | 1           | 0          |
| S. Eranio     | 24       | 1       | 7           | 0          | 2            | 1            | 0            | 0            | 7          | 2          | 1           | 0          | 33       | 4      | 8           | 0          |
| P. Futre      | 1        | 0       | 0           | 0          | 0            | 0            | 0            | 0            | 0          | 0          | 0           | 0          | 1        | 0      | 0           | 0          |
| F. Galli      | 6        | 0       | 2           | 0          | 0            | 0            | 0            | 0            | 2          | 0          | 0           | 0          | 8        | 0      | 2           | 0          |
| M. Ielpo      | 0        | -0      | 0           | 0          | 4            | -3           | 0            | 0            | 8          | -5         | 0           | 0          | 12       | -8     | 0           | 0          |
| G. Lentini    | 9        | 1       | 2           | 0          | 4            | 1            | 0            | 0            | 1          | 0          | 0           | 0          | 14       | 2      | 2           | 0          |
| T. Locatelli  | 5        | 0       | 0           | 0          | 2            | 0            | 0            | 0            | 2          | 0          | 0           | 0          | 9        | 0      | 0           | 0          |
| P. Maldini    | 30       | 3       | 4           | 0          | 3            | 0            | 0            | 0            | 8          | 0          | 1           | 0          | 41       | 3      | 5           | 0          |
| S. Nava       | 0        | 0       | 0           | 0          | 0            | 0            | 0            | 0            | 0          | 0          | 0           | 0          | 0        | 0      | 0           | 0          |
| C. Panucci    | 29       | 5       | 6           | 1          | 2            | 0            | 0            | 0            | 7          | 0          | 0           | 0          | 38       | 5      | 6           | 1          |
| S. Rossi      | 34       | -24     | 2           | 0          | 0            | -0           | 0            | 0            | 0          | -0         | 0           | 0          | 34       | -24    | 2           | 0          |
| D. Savićević  | 23       | 6       | 4           | 0          | 3            | 2            | 1            | 1            | 3          | 1          | 0           | 0          | 29       | 9      | 5           | 1          |
| M. Simone     | 27       | 8       | 4           | 0          | 3            | 1            | 0            | 0            | 5          | 2          | 1           | 0          | 35       | 11     | 5           | 0          |
| G. Sordo      | 5        | 0       | 0           | 0          | 0            | 0            | 0            | 0            | 0          | 0          | 0           | 0          | 5        | 0      | 0           | 0          |
| M. Tassotti   | 15       | 0       | 5           | 0          | 2            | 0            | 0            | 0            | 3          | 0          | 0           | 0          | 20       | 0      | 5           | 0          |
| M. van Basten | 0        | 0       | 0           | 0          | 0            | 0            | 0            | 0            | 0          | 0          | 0           | 0          | 0        | 0      | 0           | 0          |
| P. Vieira     | 2        | 0       | 0           | 0          | 1            | 0            | 0            | 0            | 2          | 0          | 0           | 0          | 5        | 0      | 0           | 0          |
| G. Weah       | 26       | 11      | 0           | 0          | 3            | 1            | 0            | 0            | 6          | 3          | 2           | 0          | 35       | 15     | 2           | 0          |